# باتريك هيوز (لاعب كريكت)
باتريك هيوز (10 أبريل 1943 - 19 فبراير 2022) (بالإنجليزية: Patrick Hughes)‏ هو لاعب كريكت أيرلندي. شارك مع منتخب أيرلندا للكريكت.